# Swertia angustifolia
Swertia angustifolia là một loài thực vật có hoa trong họ Long đởm. Loài này được Buch.-Ham. ex D. Don miêu tả khoa học đầu tiên năm 1825.